# كأس اليونان 1948–49
كأس اليونان 1948–49 (باليونانية: Κύπελλο Ελλάδος ποδοσφαίρου ανδρών 1948-49) هو الموسم 7 من كأس اليونان. أشرف على تنظيمه الاتحاد الإغريقي لكرة القدم، وفاز فيه أيك أثينا.